# Heinkel HD 22
Die Heinkel HD 22 war ein deutsches Schul- und Aufklärungsflugzeug der 1920er Jahre. Das Kürzel HD steht für Heinkel Doppeldecker.

## Geschichte

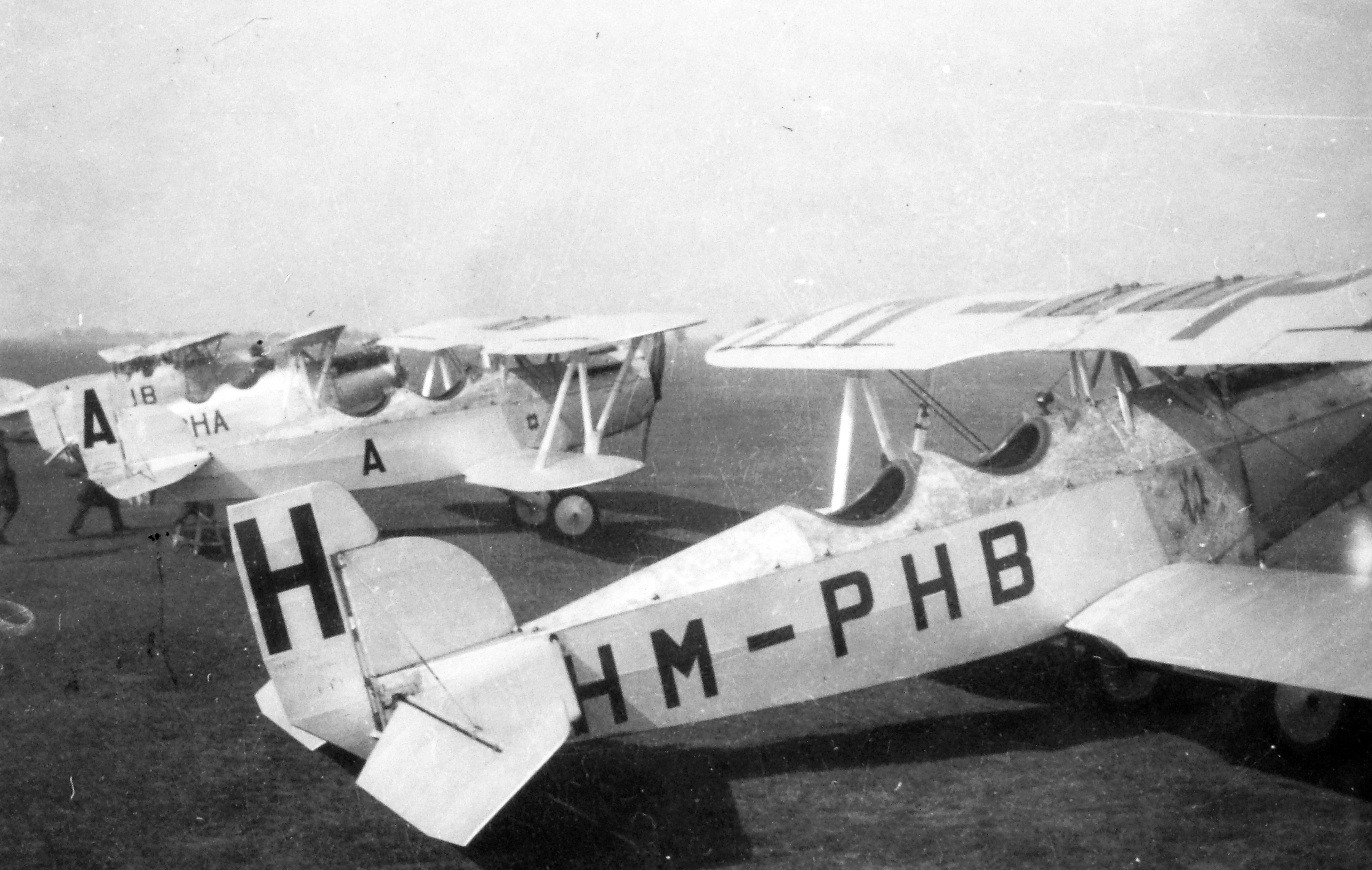
Ungarische HD 22 (1933)

Die HD 22 wurde 1926 im Auftrag der Reichswehr gebaut. Noch im gleichen Jahr wurde der erste Prototyp (Kennzeichen D–1096) eingeflogen und anschließend an die Deutsche Verkehrsfliegerschule (DVS) übergeben, wo er als D–IQIL flog. 1927 entstanden zwei weitere Exemplare, von denen eines ebenfalls an die DVS ging. Das andere wurde am 17. März nach Ungarn überflogen und diente dort als Musterflugzeug bei den zur selben Zeit durchgeführten Verhandlungen über eine Lizenzproduktion, die Heinkel mit den in Budapest ansässigen Manfred Weiss Stahl- und Metallwerken (ungarisch Weiss Manfréd Acél- és Fémművek) führte. Das Abkommen kam am 14. September 1927 zu einem erfolgreichen Abschluss und einen Monat später wurden die Bauunterlagen und Zeichnungen am 15. Oktober an den ungarischen Lizenznehmer übergeben. 1928 begannen die Weiss-Werke mit der Produktion von insgesamt 40 HD 22, die 1932 auslief. Das erste Lizenzmuster wurde am 8. Mai 1928 fertiggestellt. Es folgten 1934/1935 noch drei weitere Exemplare, die bei Regjü in Sóstó gebaut wurden. Die ungarischen HD 22 wurden auch als Übungsjäger eingesetzt, weshalb sie teils mit einem Maschinengewehr ausgerüstet wurden. Sie waren anfangs mit Hieronymus- und Austro-Daimler-Motoren ausgestattet, die später aber allesamt gegen Titan-II-Sternmotoren getauscht wurden. Die letzte HD 22 wurde noch 1946 als Segelflug-Schleppflugzeug mit dem Kennzeichen HA–BOS geflogen.
In Deutschland wurden außer den drei gebauten Prototypen noch fünf weitere Flugzeuge gebaut, die zum größten Teil von der Reichswehr für geheime Erprobungen eingesetzt wurden. Lediglich eine wurden vom US-amerikanischen Major Geo. E. A. Reinburg, seinerzeit Luftfahrtattaché in Berlin, erworben und mit dem Kennzeichen AC 4711 als Reiseflugzeug genutzt. Später erhielt sie die deutsche Zulassung als D–IAHA.
Mit der ersten HD 22 wurden 1932 die Flugaufnahmen für den UFA-Film F.P.1 antwortet nicht über Warnemünde und der Greifswalder Oie gedreht. Als Pilotendouble für den Hauptdarsteller Hans Albers fungierte dabei Robert Förster von der DVS in Warnemünde.

## Aufbau
Die HD 22 ist ein Anderthalbdecker in Gemischtbauweise.
Rumpf: Der Rumpf hat einen viereckigen, oben stark gewölbten Querschnitt und besteht aus einem Stahlrohrgerüst mit vier Längsholmen, das im Motorbereich und auf dem Rücken mit Aluminium beplankt und im übrigen Bereich mit Stoff bespannt ist. Der Boden ist flach, die Seiten leicht gewölbt und das Ende ist als senkrechte Schneide ausgebildet. Hinter dem Brandschott befindet sich ein Gepäckraum, danach folgen die beiden getrennten, mit Doppelsteuer ausgerüsteten Kabinen. Der Motorträger ist abnehmbar gestaltet und mit vier Bolzen mit dem Rumpfgerüst verbunden.
Tragwerk: Sowohl Ober- als auch Unterflügel sind zweiteilig ausgeführt und besitzen zwei Kastenholme. Sie bestehen aus einem Holzgerüst mit sperrholzverkleideter Flügelnase und Stoffbespannung im übrigen Bereich. Auf der Unterseite befindet sich zwischen den Holmen ebenfalls eine Verkleidung aus Sperrholz. Die Flügel sind stark zueinander gestaffelt und durch N-Stiele miteinander sowie mit dem Rumpf durch I-Stiele verbunden. Die V-Stellung beträgt oben 1° und unten 2°. Nur der durchgehende Oberflügel verfügt über Querruder. In ihm sind auch die Kraftstofftanks mit 400 l Fassungsvermögen untergebracht.
Leitwerk: Sämtliche Flossen und Ruder bestehen aus einem Stahlrohrgerüst mit Stoffbespannung. Höhen- und Seitenleitwerk sind aerodynamisch ausgeglichen und miteinander verspannt, ersteres ist zum Rumpf hin abgestrebt. Die Höhenflosse ist im Flug verstellbar.
Fahrwerk: Die HD 22 ist mit einem starren Zweiradfahrwerk großer Spurbreite mit durchgehender Achse und Vickers-Oleo-Öldruckfederung in den vorderen Streben ausgestattet. Die hinteren Streben sind mit Profilkabeln ausgekreuzt. Am Heck befindet sich ein gefederter Schleifsporn.

## Technische Daten

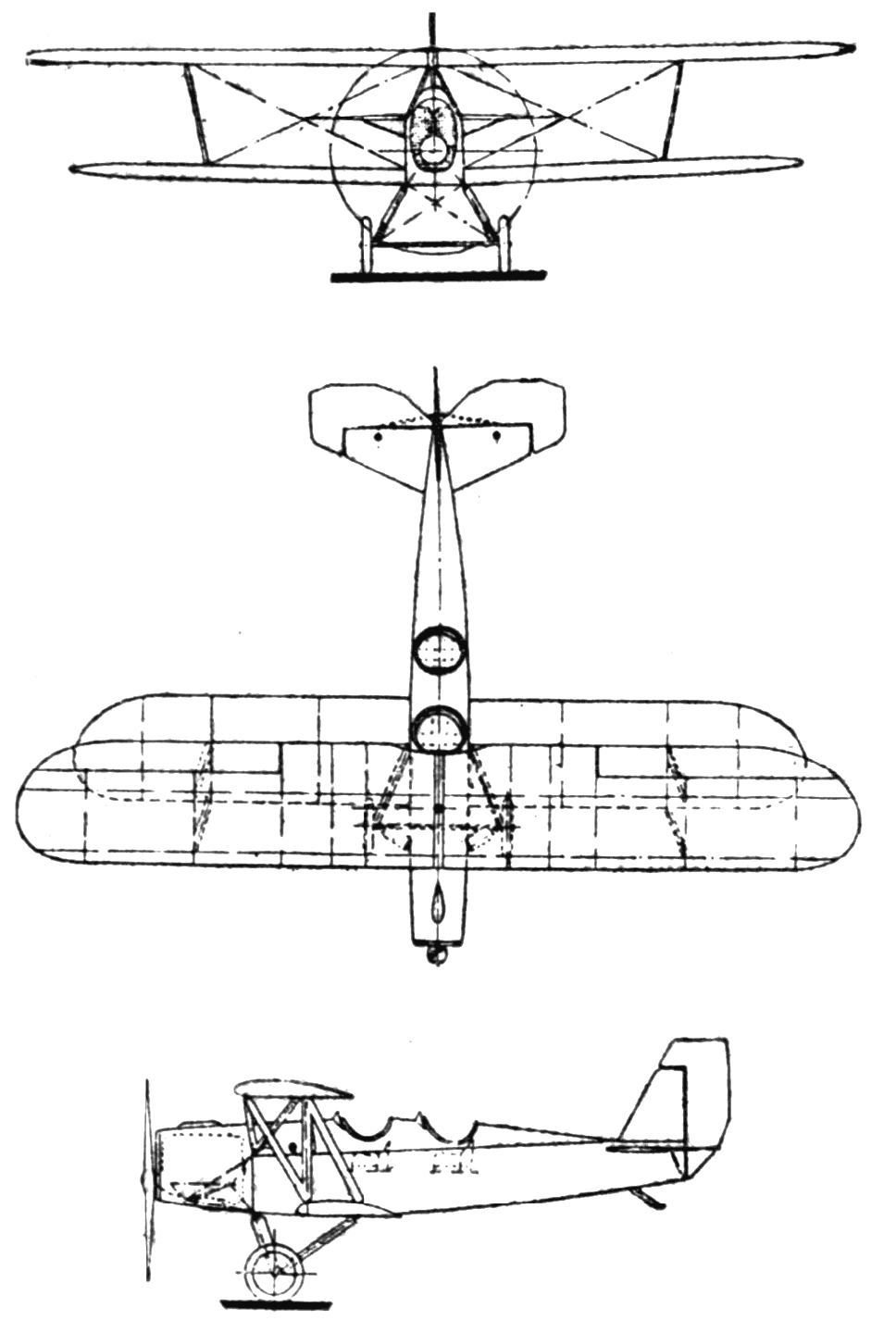
Dreiseitenansicht

| Kenngröße             | HD 22 mit BMW IV                                                                       | HD 22 mit BMW Va          | HD 22 mit Ju L 5          | HD 22 mit Gnôme-Rhône Titan II |
| --------------------- | -------------------------------------------------------------------------------------- | ------------------------- | ------------------------- | ------------------------------ |
| Erstflug              | 1926                                                                                   | 1926                      | 1926                      | 1926                           |
| Besatzung             | 2                                                                                      | 2                         | 2                         | 2                              |
| Spannweite            | oben 12,0 m, unten 10,4 m                                                              | oben 12,0 m, unten 10,4 m | oben 12,0 m, unten 10,4 m | oben 12,0 m, unten 10,4 m      |
| Länge                 | 8,3 m                                                                                  | 8,44 m                    | 8,44 m                    | 7,8 m                          |
| Höhe                  | 3,78 m                                                                                 | 3,78 m                    | 3,78 m                    | 3,78 m                         |
| Flügelfläche          | 34,80 m²                                                                               | 34,80 m²                  | 34,80 m²                  | k. A.                          |
| Rüstmasse             | 1050 kg                                                                                | 1110 kg                   | 1250 kg                   | 793 kg                         |
| Nutzlast              | 500 kg                                                                                 | k. A.                     | 500 kg                    | 478 kg                         |
| Startmasse            | 1550 kg                                                                                | 1610 kg                   | 1750 kg                   | 1270 kg                        |
| Antrieb               | ein BMW IV                                                                             | ein BMW Va                | ein Ju L 5                | ein Gnôme-Rhône Titan II       |
| Leistung              | 240 PS (177 kW)                                                                        | 320 PS (235 kW)           | 280 PS (206 kW)           | 240 PS (177 kW)                |
| Höchstgeschwindigkeit | 190 km/h in Bodennähe                                                                  | 220 km/h in Bodennähe     | 195 km/h in Bodennähe     | 201 km/h                       |
| Reisegeschwindigkeit  | 165 km/h                                                                               | k. A.                     | k. A.                     | k. A.                          |
| Landegeschwindigkeit  | 78 km/h                                                                                | 80 km/h                   | 85 km/h                   | k. A.                          |
| Steigzeit             | 3:42 min auf 1000 m Höhe 8:06 min auf 2000 m 13:24 min auf 3000 m 20:48 min auf 4000 m | 3:18 min auf 1000 m Höhe  | 3:30 min auf 1000 m Höhe  | k .A.                          |
| Reichweite            | 950 km                                                                                 | k. A.                     | 720 km                    | k. A.                          |
| Dienstgipfelhöhe      | 5300 m                                                                                 | 5800 m                    | 5000 m                    | 4500 m                         |